# Remko Bicentini
Remko Bicentini (Nijmegen, 20 de fevereiro de 1968) é um ex-futebolista e treinador de futebol dos Países Baixos.

## Carreira
Revelado pelo NEC Nijmegen, Bicentini era zagueiro e atuou em 23 partidas em 1 temporada pelo clube. Encerrou prematuramente a carreira profissional em 1987, mas continuou jogando em times amadores de seu país (De Treffers, VV Germania, AWC e DIO '30) antes de parar definitivamente de jogar.

## Treinador
Como treinador, comandou a antiga Seleção das Antilhas Holandesas, entre 2009 e 2010 - havia trabalhado como auxiliar de Leen Looyen em 2008. Passou também por Beuningse Boys e Orion Nijmegen até 2011, quando foi contratado para ser assistente da recém-criada Seleção Curaçauense.
Desde 2016, com a saída de Patrick Kluivert, passou a exercer o cargo em paralelo com o AWC, onde esteve por 5 temporadas, e desde 2017 trabalha no SV Juliana '31, clube que disputa a Hoofdklasse (quinta divisão). Dirigiu a Seleção Curaçauense na Copa Ouro da CONCACAF de 2017.